# Talikizâde

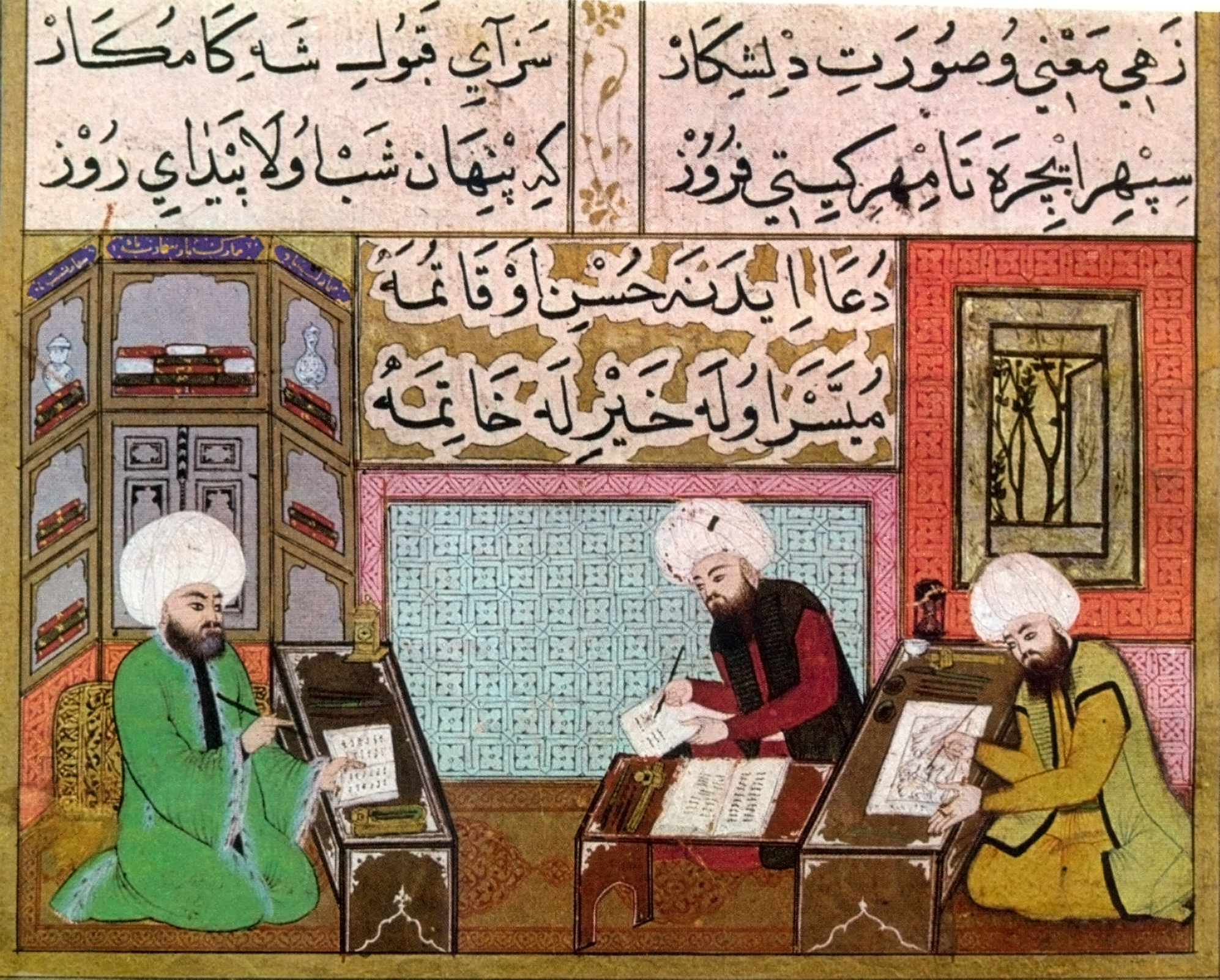
Talikizâde (links) im Maleratelier Sultan Mehmeds III. zusammen mit einem Kalligraphen und Nakkaş Hasan (rechts), dem Meister des Ateliers. Miniatur aus Eğri Fethi Ta'rihi (Szene aus dem Jahr 1597)

Talikizâde Mehmed ibn Mehmed el-Fenâri (transkr. Taʿlīqīzāde Meḥmed b. Meḥmed el-Fenārī) (* um 1540; † um 1600) war ein osmanischer Chronist und Beamter. Er war Mitglied der berühmten Familie Fenâri.

## Leben
Über das Leben von Mehmed ibn Mehmed el-Fenâri, genannt Talikizâde, gibt es hauptsächlich Anmerkungen in seinen eigenen Werken, genaues Geburts- und Sterbedatum bzw. die Orte sind unbekannt. Um oder knapp nach 1562 wird er als katib („Sekretär“) der Hofhaltung von Prinz Murad (später Sultan Murad III., 1574–1595) genannt, als dieser als Sandschak-Gouverneur (sancak beg) nach Manisa ging. Mehmed müsste deshalb um 1540 geboren sein. Die Tatsache, dass sein Onkel mütterlicherseits (Karakaşzâde Piri Beg) zur Zeit von Sultan Selim I. (1512–1520) in Aydın lebte, sowie Mehmeds spätere Lehen (ze'amet) in den Provinzen Hamıd, Aydın, Saruhan und Kütahya lassen auf enge familiäre Verbindungen nach West-Anatolien schließen. Da er einer Nebenlinie der bekannten Familie Fenâri entstammt, ist über seinen Vater oder Großvater nichts bekannt.
Mehmed wird nach dem Amtsantritt von Sultan Murad III. Sekretär beim Dīwān (divan katibi), dem Hof-Rat in Istanbul. Er hat von August 1591 bis ungefähr 1600 auch das Amt des offiziellen Historiographen (şehnameci) und das eines „Berichterstatters über Ereignisse beim Diwan“ (veqayi'nüvis-i divan-i hümayun) inne. Mit seinem Amt als divan katibi war auch die Ernennung zum müteferrika (Hoffourier) verbunden. Zeitweise fungiert er auch als Zensus-Erfasser (tahrir katibi) in verschiedenen Provinzen. Um 1580 verwendet Talikizâde das Poeten-Pseudonym Subhî, das in seinen späteren Werken allerdings nicht mehr aufscheint. Beim Revan-(Jerewan-)Feldzug 1583–1584 von Großwesir Serdar Ferhad Pascha († 1595) und beim Täbris-Feldzug 1585 von Großwesir Özdemiroglu 'Osman Pascha († 1585) ist er als offizieller Tagebuchschreiber (sefer katibi) dabei. Dann kehrte er wieder auf seinen Posten als katib nach Istanbul zurück. Neuerlich Kriegstagebuchführer ist er während des Langen Krieges in Ungarn, und zwar 1593–1594 beim Yanıq-(Győr)-Feldzug und beim Krieg von Mehmed III. gegen Eger (1595–1603).
Um 1590 waren Mehmeds Einnahmen aus seinen Lehen stark angestiegen, was auf Erfolge als Literat und Militär schließen lässt. Von 1591 bis 1598 vergrößert sich die Bodenfläche seiner Lehen um mehr als das Doppelte. In einer Liste der wichtigsten Sekretäre des Hofes wird er im Herbst 1597 als Nummer sieben geführt. Talikizâde stirbt nach einer nicht unumstrittenen Datierung in der Chronik von Riza während eines Feldzuges im Jahre 1599–1600.

## Werke
Von den fünf Geschichtswerken, die Talikizâde Mehmed ibn Mehmed el-Fenâri verfasst hat, sind die ersten drei Sultan Murad III. und die nächsten zwei Sultan Mehmed III. gewidmet. Das sechste Werk über Physiognomie ist sein ältestes bekanntes und Murad III. zugeeignet. Die Kriegsberichte basieren auf Selbsterlebtem. Mehmed schreibt in Prosa, wobei er allerdings in die Werke eigene Gedichte einflicht. Die fünfte Chronik Egri Fethi Ta'rihi ist ausschließlich in Versen verfasst, eine Gedichtsammlung unter seinem Namen ist jedoch nicht aufgefunden worden. Er zeigt sich belesen, verwendet arabische und persische Ausdrücke und zitiert gerne Koranverse. Autobiographische Details sind im jeweiligen Vorwort und verstreut im Text zu finden. Die vier Kriegstagebücher zeigen Kenntnis von Belagerungstechnik, Manövern und der Stimmung eines Heeres im Kriege, das Şema'ilname-i Al-i 'Osman porträtiert die Ottomanische Dynastie bis zum Ende des 16. Jahrhunderts.
- Gürcistan Seferi („Der Georgien-Feldzug“), auch Revaniyye (Jerewan-Bericht)

Das erste Tagebuch des osmanisch-persischen Krieges (1578–1590) beschäftigt sich trotz des zweiten Titels nicht detailliert mit der Eroberung von Revan (Jerewan), sondern in den ersten sechs Kapiteln ausführlich mit Serdar Ferhad Paschas Feldzug in Georgien. Die Besetzung von Tiflis und die Schlacht mit dem Imam Qulı Han († 1632), der eine Streitmacht aus Georgiern und Kizilbasch befehligt, sind der zweite Schwerpunkt des Werkes. Die Titel sind nicht von Mehmed, sondern wurden nachträglich ergänzt.
- Tebriziyye („Täbris-Bericht“), auch Muradname („Buch von Murad“)

Das zweite Kriegstagebuch des Iran-Feldzuges beschreibt ausführlich den Täbris-Feldzug von Özdemiroglu 'Osman Pascha (1585). Es beinhaltet den Anmarsch des osmanischen Heeres, die Eroberung der Stadt, die Schleifung der Fortifikationsanlagen, Gespräche des Autors mit Einwohnern nach der Kapitulation, eine weitere Schlacht gegen die Kizilbasch unter Hamza Mirza († 1586), sowie den Tod von 'Osman Pascha, wobei Mehmed den Verlust eines einflussreichen Gönners beklagt.
- Şema'ilname-i Al-i 'Osman (Buch über die guten Eigenschaften der Osmanen), auch Şahname („Königsbuch“)

Talikizâdes erstes Buch als offizieller Historiograph wurde um 1592–1594 verfasst. Einer Autobiographie folgt eine Bewertung der osmanischen Dynastie. Er beschreibt das Verhalten zum Islam und zur Schari'a, die Oberherrschaft über die heiligen Stätten Mekka und Medina, die persönliche Tapferkeit, die Hauptstadt Istanbul, die Ausdehnung des Reiches und die verschiedenen unterworfenen Völker, die Herrschaft über Land und Meere, die Liebe zur Poesie und die poetischen Werke der Sultane. Murad III. veranlasste jedoch eine Kürzung, da er mit einigen Passagen unzufrieden war. Diese Version erhielt dann den Namen Ta'rih-i Al-i 'Osman („Chronik der Osmanen“).
- Şehname-i Hümayun („Sultans-Şehname“)

Das erste Tagebuch des Ungarnfeldzuges von 1593 bis 1606 („Langer Krieg“) umfasst den Zeitraum September 1593 bis Januar 1596. Es beginnt mit dem Feldzug von Koca Sinan Pascha († 1596), dem Kriegsrat in Belgrad und der Eroberung der Festungen Veszprém und Palota (Várpolata). Die im nächsten Jahr erfolgte Einnahme von Tata, Szent Márton (Sankt Martin an der Raab) und Yaniq (Győr), sowie der Tod von Murad III. im Januar 1595 schließen daran an. Eine lange Huldigungsadresse an den neuen Herrscher Mehmed III. folgt. Der Feldzug in die Walachei beschließt dieses Buch und leitet zum nächsten über.
- Şehname-i Sultan-i Selatin-i Cihan („Şehname vom Sultan der Sultane der Welt“), auch Eğri Fethi Ta'rihi („Chronik der Eroberung von Eger“)

Dieses letzte bekannte Werk von Talikizâde schildert den Ungarnfeldzug von Mehmed III. im Jahre 1596. Es beginnt mit einer längeren Beschreibung der politischen und sozialen Situation beim Amtsantritt des Sultans und endet mit dessen triumphaler Rückkehr aus Ungarn nach Istanbul. Wichtigste Ereignisse sind die Eroberung von Eger und die große Schlacht bei Haçova (Mezökeresztes) gegen eine habsburgische Armee. Bei der Verteidigung des Sultans während eines Angriffs der christlichen Truppen betont der Autor seine aktive Teilnahme. Zwei Dinge heben diese Chronik aus den übrigen Werken hervor: die durchgehende Versform des Textes und die Illustrationen von Naqqaş Hasan, der sich selbst, den Autor und einen ungenannten Kalligraphen in einer halbseitigen Miniatur verewigt hat.
- Firasetname (Buch von [der Wissenschaft] der Physiognomie)

Das einzige überlieferte nicht-historische, zugleich Talikizâdes ältestes Werk, ist ein Geschenk an Sultan Murad III. Um 1575 verfasst, enthält es eine kurze Einleitung und drei Hauptteile: eine Definition der Wissenschaft der Physiognomie (firaset); der Einfluss verschiedener Klimazonen auf das Temperament; das Erkennen des wahren Charakters eines Mannes an äußerlich hervortretenden Eigenschaften.

## Manuskripte
- Gürcistan Seferi: Topkapi Sarayi Kütüphanesi („Bibliothek des Topkapi-Serails“), Istanbul, Revan 1300, 33 Folios, 1 Miniatur
- Tebrizziye: Topkapi Sarayi Kütüphanesi, Istanbul, Revan 1299, 59 Folios
- Şema'ilname-i Al-i 'Osman: 1. Topkapi Sarayi Kütüphanesi, Istanbul, Ahmed III 3592, 123 Folios 12 Miniaturen 
2. Österreichische Nationalbibliothek, Wien, 154 Folios
- Şehname-i Hümayun: Türk ve Islam Esleri Müzesi („Museum der türkischen und islamischen Kunst“), Istanbul, no. 1965, 123 Folios, 3 Miniaturen
- Şehname-i Sultan-i Selatin-i Cihan: Topkapi Sarayi Kütüphanesi, Istanbul, Hazine 109, 74 Folios, 4 Miniaturen